# Plagiogyria semicordata
Plagiogyria semicordata là một loài dương xỉ trong họ Plagiogyriaceae. Loài này được C. Presl Christ mô tả khoa học đầu tiên năm 1897.